# Khoratpithecus ayeyarwadyensis
A Khoratpithecus ayeyarwadyensis egy történelem előtti orángutánfaj a késő miocén kori Mianmarról.